# Copa del Rey 2023/24
Die Copa del Rey 2023/24 war die 120. Austragung des spanischen Fußballpokals.
Der Wettbewerb begann am 11. Oktober 2023 mit der Vorrunde und endete mit dem Finale am 6. April 2024. Es war die fünfte Saison nach der grundlegenden Reform des Wettbewerbsmodus, der bis zum Viertelfinale in Einzelspielen entschieden wurde. Im Halbfinale fand ein Hin- und Rückspiel statt. Die Auswärtstorregel wurde in den Halbfinals nicht angewendet. Stattdessen wurde bei jeglicher Torgleichheit über zwei Spiele eine Verlängerung ausgetragen. Sollten in dieser gleich viele oder keine Tore fallen, folgte das Elfmeterschießen. Im Endspiel im Estadio de La Cartuja in Sevilla konnte Athletic Bilbao den RCD Mallorca mit 5:3 i. E. besiegen. Titelverteidiger Real Madrid schied bereits im Achtelfinale aus.

## Teilnehmende Mannschaften
| Primera División 20 Vereine der Saison 2022/23 | Segunda División 21 Vereine der Saison 2022/23 1 | Primera Federación 10 Vereine in der Saison 2022/23, die in den zwei Gruppen unter den ersten fünf platziert waren. 2                                                                     | Segunda Federación 25 Vereine in der Saison 2022/23, die in den fünf Gruppen unter den ersten fünf platziert waren. 2 | Tercera Federación die 18 Meister der Tercera Federación 2022/23 und die 7 besten Vizemeister 2 | Divisiones Regionales 20 Meister der Divisiones Regionales 2022/23 und die vier Halbfinalisten der Copa Federación 2 |
| FC Barcelona Real Madrid Atlético Madrid Real Sociedad FC Villarreal Betis Sevilla CA Osasuna Athletic Bilbao RCD Mallorca FC Girona Rayo Vallecano FC Sevilla Celta Vigo FC Cádiz FC Getafe FC Valencia UD Almería Real Valladolid Espanyol Barcelona FC Elche | FC Granada UD Las Palmas UD Levante Deportivo Alavés SD Eibar Albacete Balompié FC Andorra Real Oviedo FC Cartagena CD Teneriffa Burgos CF Racing Santander Real Saragossa CD Leganés SD Huesca CD Mirandés Sporting Gijón SD Ponferradina FC Málaga UD Ibiza CD Lugo | - Gruppe 1 Racing de Ferrol AD Alcorcón Deportivo La Coruña Linares Deportivo Unionistas de Salamanca - Gruppe 2 SD Amorebieta CD Eldense CD Castellón Real Murcia Gimnàstic de Tarragona | - Gruppe 1 CD Arenteiro Real Avilés SD Compostela Zamora CF CD Guijuelo † - Gruppe 2 Sestao River SD Tarazona Utebo FC Gernika Club CD Tudelano † - Gruppe 3 CD Teruel Peña Deportiva CE Manresa Terrassa FC † Hércules Alicante † - Gruppe 4 Antequera CF Recreativo Huelva Atlético Sanluqueño UCAM Murcia CF Yeclano Deportivo † - Gruppe 5 UD Melilla CDA Navalcarnero CP Cacereño Gimnástica Segoviana CF Villanovense † | - Gruppe 1 Arosa Sociedad Cultural † - Gruppe 2 CD Covadonga - Gruppe 3 CD Cayón - Gruppe 4 Barakaldo CF - Gruppe 5 CE Europa - Gruppe 6 Orihuela CF Atzeneta UE - Gruppe 7 CDE Ursaria - Gruppe 8 Arandina CF Atlético Astorga - Gruppe 9 Marbella FC Real Jaén - Gruppe 10 Atlético Antoniano - Gruppe 11 CE Andratx CE Manacor - Gruppe 12 CD Mensajero - Gruppe 13 Águilas FC Lorca Deportiva - Gruppe 14 AD Llerenense CD Azuaga - Gruppe 15 CD Valle de Egüés - Gruppe 16 Náxara CD CD Varea - Gruppe 17 UD Barbastro † - Gruppe 18 CD Manchego Ciudad Real | - Copa Federación CD San Roque de Lepe CF Talavera de la Reina UD Logroñés CF Badalona Futur - Divisiones Regionales Atlético Lugones CD Monte Turégano CF CD Boiro CD Santurtzi CD Pradejón AD Tardienta UE Rubí UD Rotlet Molinar CD Zirauki CP Mijas Las Lagunas CD Buñol Chiclana CF Melilla CD CD Ceuta 6 de Junio Deportivo Murcia CD Sauzal Unión Zona Norte CD Quintanar CD Hernán Cortés |

## Qualifikationsrunde
Zur Qualifikationsrunde des Wettbewerbes waren 20 Mannschaften, die in der Saison 2022/23 in den Divisiones Regionales spielen, qualifiziert. Die Auslosung fand am 27. September 2023 wie alle weiteren Auslosungen auch in der Ciudad del Fútbol in Las Rozas de Madrid statt. Es wurden zehn Paarungen ausgelost. Die Spiele wurden am 11. und 12. Oktober 2023 ausgetragen.
| Datum                        |                           | Ergebnis              |                        |
| ---------------------------- | ------------------------- | --------------------- | ---------------------- |
| 12. Oktober 2023, 16:30 WESZ | Turégano CF (VI)          | 3:1                   | CD Santurtzi (VI)      |
| 12. Oktober 2023, 17:30 WESZ | CD Monte (VI)             | 0:1                   | CD Boiro (VI)          |
| 11. Oktober 2023, 19:30 WESZ | CD Pradejón (VI)          | 1:2                   | Atlético Lugones (VI)  |
| 12. Oktober 2023, 17:00 WESZ | AD Tardienta (VI)         | 2:1                   | CD Zirauki (VII)       |
| 12. Oktober 2023, 17:00 WESZ | UE Rubí (VI)              | 0:0 n. V. (4:2 i. E.) | UD Rotlet Molinar (VI) |
| 11. Oktober 2023, 20:00 WESZ | CP Mijas Las Lagunas (VI) | 0:1                   | Chiclana CF (VI)       |
| 12. Oktober 2023, 17:30 WESZ | Melilla CD (VI)           | 1:3                   | Deportivo Murcia (VII) |
| 11. Oktober 2023, 21:00 WESZ | CD Ceuta 6 de Junio (VI)  | 0:3                   | CD Buñol (VI)          |
| 12. Oktober 2023, 12:00 WESZ | CD Hernán Cortés (VI)     | 3:1                   | CD Sauzal (VI)         |
| 12. Oktober 2023, 17:30 WESZ | CD Quintanar (VI)         | 1:0                   | Unión Zona Norte (VI)  |

## Erste Hauptrunde
Zur ersten Hauptrunde des Wettbewerbes waren alle verbleibenden Mannschaften qualifiziert. Ausgenommen waren die vier Vereine, die an der Supercopa de España teilnehmen. Die Auslosung fand am 17. Oktober 2023. Die Spiele wurden zwischen dem 31. Oktober und 14. November 2023 ausgetragen.
| Datum                          |                              | Ergebnis              |                               |
| ------------------------------ | ---------------------------- | --------------------- | ----------------------------- |
| 1. November 2023, 20:30 WEZ    | CD Hernán Cortés (VI)        | 1:12                  | Betis Sevilla (I)             |
| 2. November 2023, 19:00 WEZ    | Chiclana CF (VI)             | 0:5                   | FC Villarreal (I)             |
| 1. November 2023, 18:30 WEZ    | AD Tardienta (VI)            | 0:12                  | FC Getafe (I)                 |
| 1. November 2023, 12:00 WEZ    | Atlético Lugones (VI)        | 0:6                   | Rayo Vallecano (I)            |
| 1. November 2023, 15:30 WEZ    | CD Quintanar (VI)            | 0:3                   | FC Sevilla (I)                |
| 2. November 2023, 21:00 WEZ    | Deportivo Murcia (VII)       | 0:10                  | Deportivo Alavés (I)          |
| 1. November 2023, 15:30 WEZ    | Turégano CF (VI)             | 0:4                   | Celta Vigo (I)                |
| 1. November 2023, 18:30 WEZ    | CD Buñol (VI)                | 0:1                   | Real Sociedad (I)             |
| 1. November 2023, 21:30 WEZ    | UE Rubí (VI)                 | 1:2                   | Athletic Bilbao (I)           |
| 1. November 2023, 18:30 WEZ    | CD Boiro (VI)                | 0:4                   | RCD Mallorca (I)              |
| 1. November 2023, 12:00 WEZ    | CD San Roque de Lepe (IV)    | 1:2                   | FC Girona (I)                 |
| 31. Oktober 2023, 21:00 WEZ    | CF Talavera de la Reina (IV) | 0:2                   | UD Almería (I)                |
| 1. November 2023, 12:00 WEZ    | CF Badalona Futur (IV)       | 0:0 n. V. (2:4 i. E.) | FC Cádiz (I)                  |
| 2. November 2023, 20:00 WEZ    | UD Logroñés (IV)             | 0:2                   | FC Valencia (I)               |
| 2. November 2023, 19:00 WEZ    | Arosa Sociedad Cultural (V)  | 13:0 1                | FC Granada (I)                |
| 31. Oktober 2023, 21:00 WEZ    | CE Manacor (V)               | 0:3                   | UD Las Palmas (I)             |
| 1. November 2023, 16:00 WEZ    | Atlético Astorga (V)         | 1:0                   | FC Andorra (II)               |
| 31. Oktober 2023, 20:00 WEZ    | CD Varea (V)                 | 0:3                   | UD Levante (II)               |
| 31. Oktober 2023, 21:00 WEZ    | Lorca Deportiva (V)          | 0:4                   | SD Eibar (II)                 |
| 1. November 2023, 16:30 WEZ    | Real Jaén (V)                | 2:3                   | CD Eldense (II)               |
| 1. November 2023, 12:00 WEZ    | CD Azuaga (V)                | 0:0 n. V. (2:3 i. E.) | FC Cartagena (II)             |
| 14. November 2023, 20:00 WEZ 2 | Atzeneta UE (V)              | 2:1                   | Real Saragossa (II)           |
| 1. November 2023, 12:00 WEZ    | Peña Deportiva (IV)          | 1:5                   | Real Valladolid (II)          |
| 31. Oktober 2023, 20:00 WEZ    | CD Mensajero (IV)            | 0:2                   | Espanyol Barcelona (II)       |
| 1. November 2023, 12:00 WEZ    | CDA Navalcarnero (IV)        | 0:1                   | AD Alcorcón (II)              |
| 1. November 2023, 18:00 WEZ    | Terrassa FC (IV)             | 1:0                   | Albacete Balompié (II)        |
| 1. November 2023, 17:30 WEZ    | CD Guijuelo (IV)             | 0:3                   | Sporting Gijón (II)           |
| 1. November 2023, 18:00 WEZ    | Utebo FC (IV)                | 1:2 n. V.             | CD Mirandés (II)              |
| 1. November 2023, 20:00 WEZ    | CE Manresa (IV)              | 1:2 n. V.             | Real Oviedo (II)              |
| 1. November 2023, 18:00 WEZ    | CE Europa (IV)               | 0:2                   | FC Elche (II)                 |
| 1. November 2023, 20:00 WEZ    | Marbella FC (IV)             | 1:3 n. V.             | Racing de Ferrol (II)         |
| 1. November 2023, 17:30 WEZ    | Zamora CF (IV)               | 2:2 n. V. (4:3 i. E.) | Racing Santander (II)         |
| 1. November 2023, 12:00 WEZ    | AD Llerenense (IV)           | 0:2                   | CD Leganés (II)               |
| 2. November 2023, 20:30 WEZ    | Hércules Alicante (IV)       | 1:2                   | Burgos CF (II)                |
| 1. November 2023, 12:00 WEZ    | SD Compostela (IV)           | 0:1                   | CD Teneriffa (II)             |
| 1. November 2023, 19:00 WEZ    | Águilas FC (IV)              | 0:1                   | SD Huesca (II)                |
| 1. November 2023, 16:00 WEZ    | CD Valle de Egüés (IV)       | 1:0 n. V.             | CD Teruel (III)               |
| 1. November 2023, 18:00 WEZ    | Barakaldo CF (IV)            | 0:0 n. V. (2:4 i. E.) | FC Málaga (III)               |
| 1. November 2023, 19:30 WEZ    | CE Andratx (IV)              | 3:2 n. V.             | SD Tarazona (III)             |
| 1. November 2023, 18:00 WEZ    | CD Tudelano (IV)             | 1:0 n. V.             | Recreativo Huelva (III)       |
| 8. November 2023, 18:00 WEZ 2  | Gimnástica Segoviana (IV)    | 3:4 n. V.             | Sestao River (III)            |
| 1. November 2023, 17:30 WEZ    | CD Manchego Ciudad Real (IV) | 1:3                   | Antequera CF (III)            |
| 1. November 2023, 16:30 WEZ    | Real Avilés (IV)             | 0:1                   | CD Arenteiro (III)            |
| 1. November 2023, 17:00 WEZ    | CD Covadonga (IV)            | 1:3 n. V.             | Deportivo La Coruña (III)     |
| 1. November 2023, 12:00 WEZ    | Náxara CD (IV)               | 1:2                   | UD Melilla (III)              |
| 1. November 2023, 18:00 WEZ    | Gernika Club (IV)            | 0:2                   | Unionistas de Salamanca (III) |
| 2. November 2023, 20:30 WEZ    | CF Villanovense (IV)         | 2:1                   | UD Ibiza (III)                |
| 1. November 2023, 16:00 WEZ    | Atlético Antoniano (IV)      | 0:1                   | CD Lugo (III)                 |
| 1. November 2023, 12:00 WEZ    | UD Barbastro (IV)            | 1:0                   | SD Ponferradina (III)         |
| 1. November 2023, 18:00 WEZ    | Yeclano Deportivo (IV)       | 2:0 n. V.             | Atlético Sanluqueño (III)     |
| 1. November 2023, 12:00 WEZ    | UCAM Murcia CF (IV)          | 0:0 n. V. (6:7 i. E.) | Linares Deportivo (III)       |
| 1. November 2023, 17:30 WEZ    | Arandina CF (IV)             | 1:0                   | Real Murcia (III)             |
| 31. Oktober 2023, 20:45 WEZ    | CP Cacereño (IV)             | 2:3 n. V.             | CD Castellón (III)            |
| 1. November 2023, 18:00 WEZ    | Orihuela CF (IV)             | 0:0 n. V. (6:5 i. E.) | Gimnàstic de Tarragona (III)  |
| 1. November 2023, 17:00 WEZ    | CDE Ursaria (IV)             | 1:2                   | CD Cayón (IV)                 |

Freilos: SD Amorebieta

## Zweite Hauptrunde
Die Auslosung fand am 15. November 2023 statt. Die Spiele wurden zwischen dem 22. November und 7. Dezember 2023 ausgetragen.
| Datum                        |                               | Ergebnis              |                      |
| ---------------------------- | ----------------------------- | --------------------- | -------------------- |
| 6. Dezember 2023, 21:00 WEZ  | Atlético Astorga (V)          | 0:2                   | FC Sevilla (I)       |
| 5. Dezember 2023, 19:00 WEZ  | Atzeneta UE (V)               | 1:2                   | FC Getafe (I)        |
| 5. Dezember 2023, 21:00 WEZ  | Arosa Sociedad Cultural (V)   | 0:1                   | FC Valencia (I)      |
| 6. Dezember 2023, 19:00 WEZ  | CF Villanovense (IV)          | 1:2                   | Betis Sevilla (I)    |
| 6. Dezember 2023, 12:00 WEZ  | UD Barbastro (IV)             | 1:0                   | UD Almería (I)       |
| 7. Dezember 2023, 19:00 WEZ  | Arandina CF (IV)              | 2:1                   | FC Cádiz (I)         |
| 6. Dezember 2023, 16:00 WEZ  | Terrassa FC (IV)              | 0:1                   | Deportivo Alavés (I) |
| 7. Dezember 2023, 21:00 WEZ  | Orihuela CF (IV)              | 2:5                   | FC Girona (I)        |
| 6. Dezember 2023, 12:00 WEZ  | Yeclano Deportivo (IV)        | 0:2                   | Rayo Vallecano (I)   |
| 6. Dezember 2023, 19:00 WEZ  | CD Valle de Egüés (IV)        | 0:3                   | RCD Mallorca (I)     |
| 22. November 2023, 21:00 WEZ | Zamora CF (IV)                | 1:2 n. V.             | FC Villarreal (I)    |
| 6. Dezember 2023, 21:00 WEZ  | CD Tudelano (IV)              | 1:2 n. V.             | UD Las Palmas (I)    |
| 6. Dezember 2023, 16:00 WEZ  | CE Andratx (IV)               | 0:1                   | Real Sociedad (I)    |
| 7. Dezember 2023, 21:00 WEZ  | CD Cayón (IV)                 | 0:3                   | Athletic Bilbao (I)  |
| 7. Dezember 2023, 21:00 WEZ  | Sestao River (III)            | 1:2                   | Celta Vigo (I)       |
| 6. Dezember 2023, 19:00 WEZ  | CD Lugo (III)                 | 2:0                   | CD Mirandés (II)     |
| 6. Dezember 2023, 12:00 WEZ  | Antequera CF (III)            | 0:2                   | SD Huesca (II)       |
| 7. Dezember 2023, 20:00 WEZ  | FC Málaga (III)               | 1:0                   | CD Eldense (II)      |
| 6. Dezember 2023, 12:00 WEZ  | Deportivo La Coruña (III)     | 2:3 n. V.             | CD Teneriffa (II)    |
| 6. Dezember 2023, 16:00 WEZ  | CD Arenteiro (III)            | 1:3                   | Burgos CF (II)       |
| 5. Dezember 2023, 21:00 WEZ  | CD Castellón (III)            | 2:1                   | Real Oviedo (II)     |
| 7. Dezember 2023, 20:00 WEZ  | UD Melilla (III)              | 1:1 n. V. (1:4 i. E.) | SD Eibar (II)        |
| 6. Dezember 2023, 16:00 WEZ  | Unionistas de Salamanca (III) | 2:0                   | Sporting Gijón (II)  |
| 7. Dezember 2023, 20:00 WEZ  | Linares Deportivo (III)       | 1:3                   | FC Elche (II)        |
| 6. Dezember 2023, 19:00 WEZ  | UD Levante (II)               | 0:1                   | SD Amorebieta (II)   |
| 5. Dezember 2023, 21:00 WEZ  | Espanyol Barcelona (II)       | 3:1                   | Real Valladolid (II) |
| 6. Dezember 2023, 12:00 WEZ  | AD Alcorcón (II)              | 0:0 n. V. (4:5 i. E.) | FC Cartagena (II)    |
| 7. Dezember 2023, 20:00 WEZ  | Racing de Ferrol (II)         | 1:0                   | CD Leganés (II)      |

## Dritte Hauptrunde
Ab der dritten Runde steigen auch die vier Vereine ein, die an der Supercopa de España teilnahmen. Die Auslosung fand am 12. Dezember 2023 statt. Die Spiele wurden am 6. und 7. Januar 2024 ausgetragen.
| Datum                     |                               | Ergebnis                 |                     |
| ------------------------- | ----------------------------- | ------------------------ | ------------------- |
| 7. Januar 2024, 21:00 WEZ | UD Barbastro (IV)             | 2:3                      | FC Barcelona (I)    |
| 6. Januar 2024, 21:30 WEZ | Arandina CF (IV)              | 1:3                      | Real Madrid (I)     |
| 7. Januar 2024, 16:00 WEZ | CD Castellón (III)            | 0:1 n. V.                | CA Osasuna (I)      |
| 6. Januar 2024, 16:00 WEZ | CD Lugo (III)                 | 1:3                      | Atlético Madrid (I) |
| 7. Januar 2024, 21:00 WEZ | FC Málaga (III)               | 0:1                      | Real Sociedad (I)   |
| 7. Januar 2024, 18:00 WEZ | Unionistas de Salamanca (III) | 11:1 n. V. (7:6 i. E.) 1 | FC Villarreal (I)   |
| 6. Januar 2024, 18:00 WEZ | FC Elche (II)                 | 0:2                      | FC Girona (I)       |
| 7. Januar 2024, 12:00 WEZ | Burgos CF (II)                | 0:3                      | RCD Mallorca (I)    |
| 7. Januar 2024, 21:00 WEZ | CD Teneriffa (II)             | 2:0                      | UD Las Palmas (I)   |
| 6. Januar 2024, 17:00 WEZ | Espanyol Barcelona (II)       | 0:1                      | FC Getafe (I)       |
| 7. Januar 2024, 16:00 WEZ | Racing de Ferrol (II)         | 1:2                      | FC Sevilla (I)      |
| 6. Januar 2024, 19:00 WEZ | SD Huesca (II)                | 0:2 n. V.                | Rayo Vallecano (I)  |
| 7. Januar 2024, 12:00 WEZ | SD Amorebieta (II)            | 2:4                      | Celta Vigo (I)      |
| 7. Januar 2024, 19:00 WEZ | FC Cartagena (II)             | 1:2 n. V.                | FC Valencia (I)     |
| 7. Januar 2024, 19:00 WEZ | SD Eibar (II)                 | 0:3                      | Athletic Bilbao (I) |
| 6. Januar 2024, 20:00 WEZ | Deportivo Alavés (I)          | 1:0                      | Betis Sevilla (I)   |

## Achtelfinale
Die Auslosung für die Spiele des Achtelfinales fand am 8. Januar 2024 statt. Die Spiele sollen zwischen dem 16. und 18. Januar 2024 ausgetragen werden.
| Datum                      |                               | Ergebnis  |                      |
| -------------------------- | ----------------------------- | --------- | -------------------- |
| 18. Januar 2024, 18:30 WEZ | Unionistas de Salamanca (III) | 1:3       | FC Barcelona (I)     |
| 16. Januar 2024, 22:00 WEZ | CD Teneriffa (II)             | 0:1 n. V. | RCD Mallorca (I)     |
| 16. Januar 2024, 20:00 WEZ | FC Getafe (I)                 | 1:3       | FC Sevilla (I)       |
| 17. Januar 2024, 21:00 WEZ | CA Osasuna (I)                | 0:2       | Real Sociedad (I)    |
| 17. Januar 2024, 20:00 WEZ | FC Valencia (I)               | 1:3       | Celta Vigo (I)       |
| 16. Januar 2024, 21:00 WEZ | Athletic Bilbao (I)           | 2:0       | Deportivo Alavés (I) |
| 18. Januar 2024, 21:30 WEZ | Atlético Madrid (I)           | 4:2 n. V. | Real Madrid (I)      |
| 17. Januar 2024, 21:30 WEZ | FC Girona (I)                 | 3:1       | Rayo Vallecano (I)   |

## Viertelfinale
Die Auslosung für die Spiele des Viertelfinales fand am 19. Januar 2024 statt. Die Spiele wurden zwischen dem 23. und 25. Januar 2024 ausgetragen.
| Datum                      |                     | Ergebnis  |                   |
| -------------------------- | ------------------- | --------- | ----------------- |
| 24. Januar 2024, 21:30 WEZ | Athletic Bilbao (I) | 4:2 n. V. | FC Barcelona (I)  |
| 23. Januar 2024, 21:30 WEZ | Celta Vigo (I)      | 1:2       | Real Sociedad (I) |
| 24. Januar 2024, 19:30 WEZ | RCD Mallorca (I)    | 3:2       | FC Girona (I)     |
| 25. Januar 2024, 21:00 WEZ | Atlético Madrid (I) | 1:0       | FC Sevilla (I)    |

## Halbfinale
Die Auslosung für die Spiele des Halbfinales fand am 26. Januar 2024 statt. Die Hinspiele wurden am 6. und 7. Februar, die Rückspiele am 27. und 29. Februar 2024 ausgetragen.
| Datum                                                      |                     | Gesamt          |                     | Hinspiel | Rückspiel |
| ---------------------------------------------------------- | ------------------- | --------------- | ------------------- | -------- | --------- |
| 6. Februar 2024, 21:00 Uhr und 27. Februar 2024, 21:30 Uhr | RCD Mallorca (I)    | 1:1 (5:4 i. E.) | Real Sociedad (I)   | 0:0      | 1:1 n. V. |
| 7. Februar 2024, 21:30 Uhr und 29. Februar 2024, 21:30 Uhr | Atlético Madrid (I) | 0:4             | Athletic Bilbao (I) | 0:1      | 0:3       |

## Finale
| Athletic Bilbao                                                      | Athletic Bilbao | RCD Mallorca | RCD Mallorca |
| -------------------------------------------------------------------- | --- | --- | ------------ |
| Athletic Bilbao                                                      | \| 6. April 2024 um 21:00 Uhr (MESZ) in Sevilla (Estadio de La Cartuja) \| \| Ergebnis: 1:1 n. V. (1:1, 1:1), 4:2 i. E. \| \| Zuschauer: 57.619 \| \| Schiedsrichter: José Luis Munuera Montero (Córdoba) \| \| Spielbericht \| | \| 6. April 2024 um 21:00 Uhr (MESZ) in Sevilla (Estadio de La Cartuja) \| \| Ergebnis: 1:1 n. V. (1:1, 1:1), 4:2 i. E. \| \| Zuschauer: 57.619 \| \| Schiedsrichter: José Luis Munuera Montero (Córdoba) \| \| Spielbericht \| | RCD Mallorca |
| Athletic Bilbao                                                      | Julen Agirrezabala – Yuri Berchiche (106. Iñigo Lekue), Aitor Paredes, Dani Vivian, Óscar de Marcos – Íñigo Ruiz de Galarreta (80. Unai Gómez), Beñat Prados (46. Mikel Vesga), Oihan Sancet (90. Iker Muniain) – Nico Williams, Iñaki Williams (90. Álex Berenguer), Gorka Guruzeta (90. Raúl García) Cheftrainer: Ernesto Valverde | Dominik Greif – Toni Lato (110. Siebe Van der Heyden), Martin Valjent (90. Pablo Maffeo), Antonio Raíllo , José Copete (108. Matija Nastasić), Giovanni González – Sergi Darder (62. Manu Morlanes), Samú Costa, Daniel Rodríguez (74. Nemanja Radonjić) – Cyle Larin (62. Antonio Sánchez), Vedat Muriqi Cheftrainer: Javier Aguirre ( Mexiko) | RCD Mallorca |
| Athletic Bilbao                                                      | 1:1 Oihan Sancet (50.) | 0:1 Daniel Rodríguez (21.) | RCD Mallorca |
| Athletic Bilbao                                                      | Elfmeterschießen | | RCD Mallorca |
| Athletic Bilbao                                                      | 1:1 Raúl García 2:1 Iker Muniain 3:1 Mikel Vesga 4:2 Álex Berenguer | 0:1 Vedat Muriqi Manu Morlanes Nemanja Radonjić 3:2 Antonio Sánchez | RCD Mallorca |
| Athletic Bilbao                                                      | Aitor Paredes (27.) | Vedat Muriqi (90.+1'), Nemanja Radonjić (119.) | RCD Mallorca |
| Athletic Bilbao                                                      | Spieler des Spiels: Nico Williams (Athletic Bilbao) | | RCD Mallorca |
| 6. April 2024 um 21:00 Uhr (MESZ) in Sevilla (Estadio de La Cartuja) | | |              |
| Ergebnis: 1:1 n. V. (1:1, 1:1), 4:2 i. E.                            | | |              |
| Zuschauer: 57.619                                                    | | |              |
| Schiedsrichter: José Luis Munuera Montero (Córdoba)                  | | |              |
| Spielbericht                                                         | | |              |